# Bernd Gröne
Bernd Gröne (ur. 16 lutego 1963 w Recklinghausen) – niemiecki kolarz szosowy, srebrny medalista olimpijski.

## Kariera
Największy sukces w karierze Bernd Gröne osiągnął w 1988 roku, kiedy zdobył srebrny medal w indywidualnym wyścigu ze startu wspólnego podczas igrzysk olimpijskich w Seulu. W zawodach tych wyprzedził go jedynie Olaf Ludwig z NRD, a trzecie miejsce zajął jego rodak Christian Henn. Był to jedyny medal wywalczony przez Gröne na międzynarodowej imprezie tej rangi. Na tych samych igrzyskach wspólnie z kolegami z reprezentacji zajął szóstą pozycję w drużynowej jeździe na czas. Brał także udział w rozgrywanych cztery lata wcześniej igrzyskach w Los Angeles, gdzie drużyna RFN z Berndem Gröne w składzie zajęła dwunaste miejsce. Ponadto w 1990 roku wygrał jeden z etapów Vuelta a España, ale w klasyfikacji generalnej zajął odległe miejsce. Startował również w Giro d’Italia i Tour de France, ale nie odniósł sukcesów. Wielokrotnie zdobywał medale szosowych mistrzostw kraju, w tym cztery złote (2 drużynowo i 2 indywidualnie). Karierę zakończył w 1995 r.